# Zuni (volk)

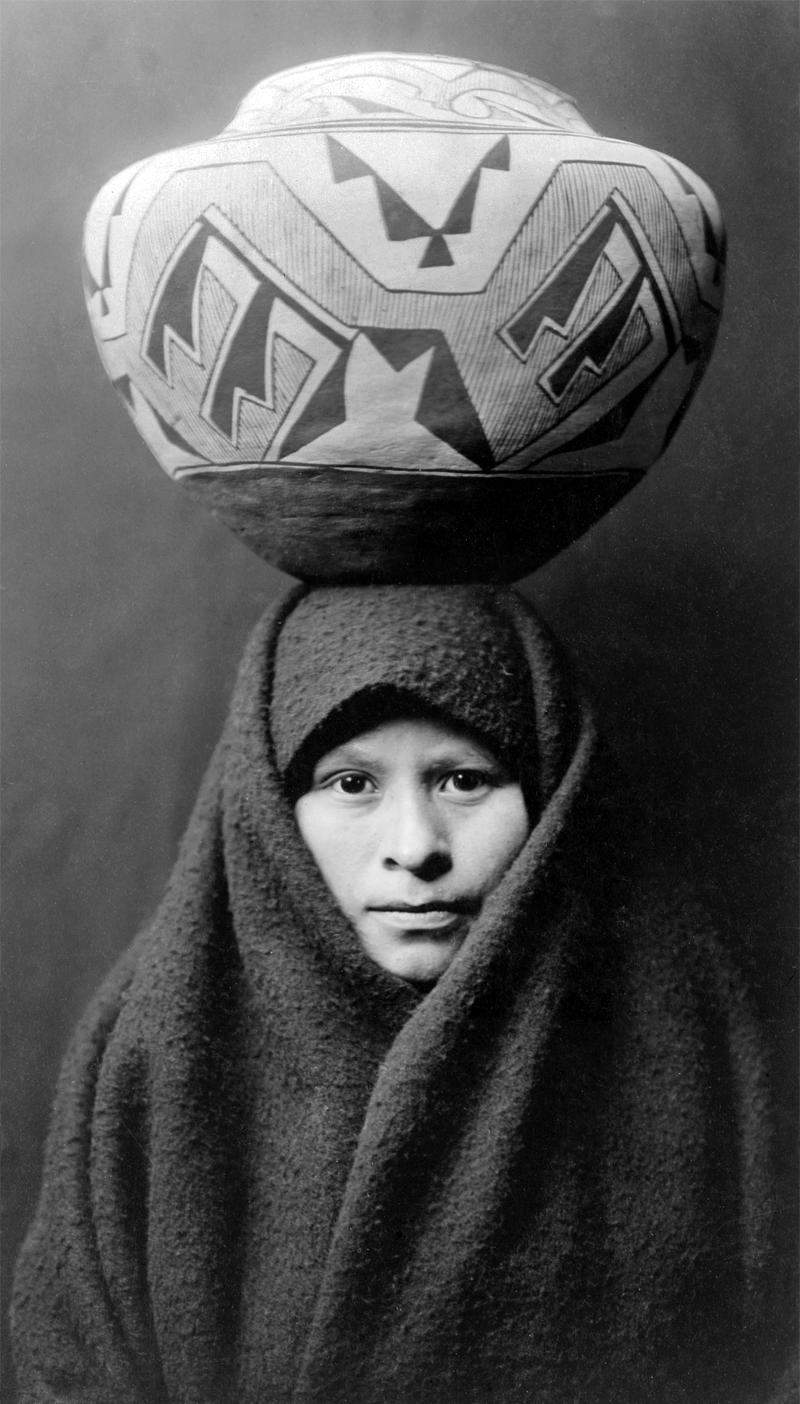
Zuni-meisje met kruik, circa 1903

De Zuni (ook gespeld als Zuñi) zijn federaal erkende Inheems-Amerikaanse Pueblovolkeren.
De meeste wonen in de Zuni Pueblo aan de rivier de Zuni, een zijrivier van de Little Colorado, in westelijk New Mexico, Verenigde Staten. Zuni ligt 55 km ten zuiden van Gallup in New Mexico. Behalve het reservaat bezit de stam land in Catron County in New Mexico en Apache County in Arizona. Zij noemden hun thuisland Shiwinnaqin.

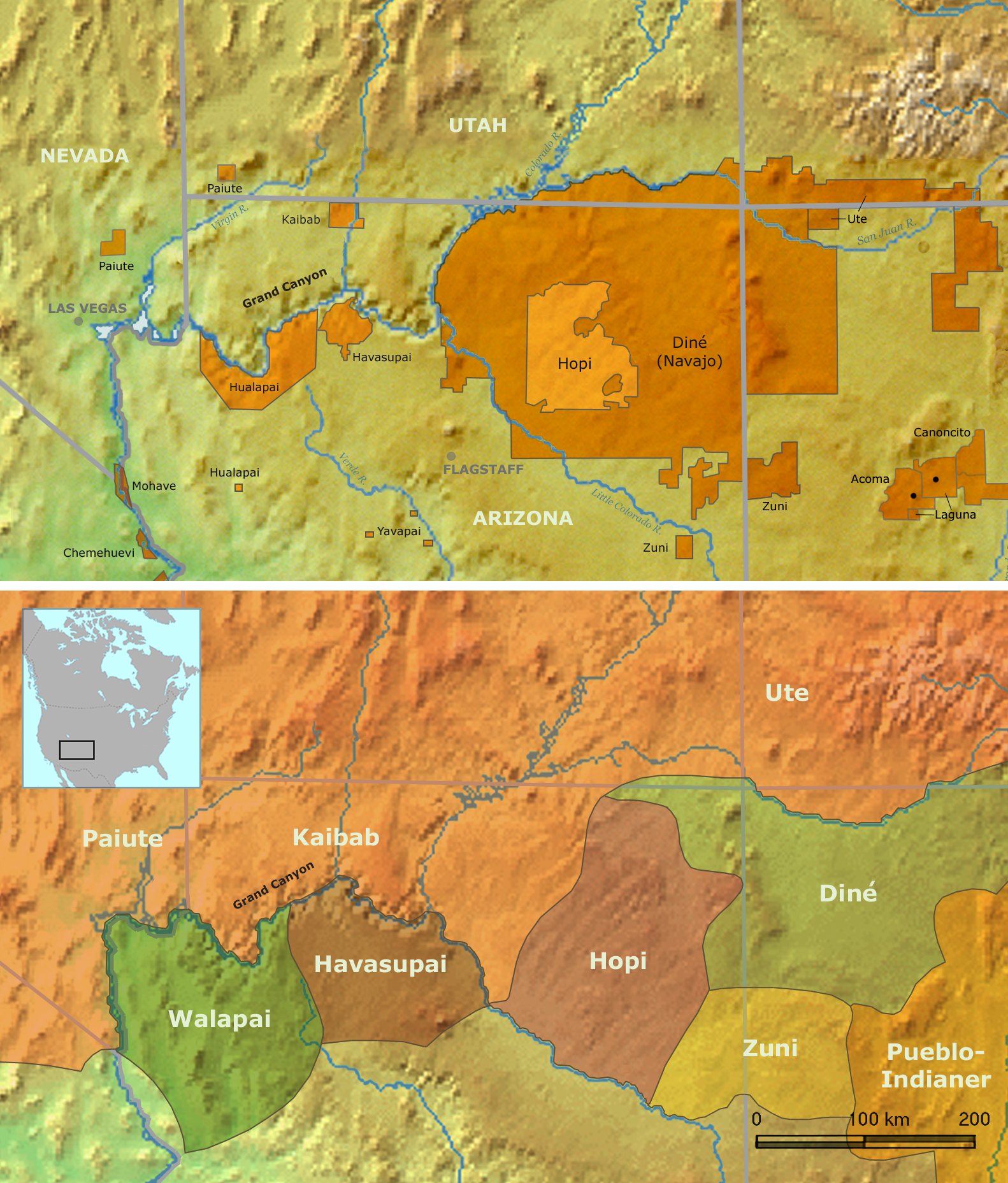
Huidig indianenreservaat (boven) en traditioneel stamgebied (onder) nabij de Grand Canyon

- Biblioteca Nacional de España: XX4576566
- Library of Congress Control Number: sh85150060
- National Archives and Records Administration: 10641682
- Nationale Bibliotheek van Israël: 987007536536905171
- Système universitaire de documentation: 027845494